# Helan och Halvan i sovkupé
Helan och Halvan i sovkupé (engelska: Berth Marks) är en amerikansk komedifilm med Helan och Halvan från 1929 regisserad av Lewis R. Foster.

## Handling
Helan och Halvan är musiker och ska åka tåg till nästa konsert i Pottsville. De går ombord på tåget, men glömmer noterna. De försöker byta om till pyjamas i deras gemensamma sovkupé, och när de väl förberett sig för att sova är de framme vid nästa stopp.

## Om filmen
Delar av filmen, tillsammans med duons senare film Arvingar sökes från 1930 kom att spelas i versioner på tyska, spanska och franska, där Helan och Halvan själva talar de respektive språken.
Konceptet med att Helan och Halvan ska försöka somna återkommer i duons senare långfilmer In igen och ut igen! som utkom 1931 och  Dundergubbar som utkom 1944, varav den sistnämnda gjordes under perioden då duon slutat arbeta hos Hal Roach.

### Utgivningar
Filmen finns i flera versioner. En originalversion från 1929 och en nydistribution från 1936 där musik av Marvin Hatley lades till. Vid den ursprungliga premiären 1929 släpptes filmen både i ljudfilmsversion och stumfilmsversion.
Filmen hade Sverigepremiär den 1 maj 1930 på biografen Palladium i Stockholm.
Filmen finns utgiven på DVD och Blu-ray.

## Rollista (i urval)
- Stan Laurel – Stan (Halvan)
- Oliver Hardy – Ollie (Helan)
- Baldwin Cooke – passagerare
- Charlie Hall – passagerare
- Harry Bernard – passagerare
- Sammy Brooks – passagerare[2]